# Max Schöne
Max Schöne (n. 20 ianuarie 1880, Berlin, Imperiul German – d. 16 ianuarie 1961) a fost un înotător ce a reprezentat Germania, medaliat olimpic. A participat la o ediție a Jocurilor Olimpice (1900) în care a câștigat o medalie de aur.

## Participări
Lista de mai jos prezintă principalele competiții la care a participat Max Schöne de-a lungul carierei.
- natation aux Jeux olympiques d'été de 1900 – 200 mètres par équipes hommes[*]